# Banauli
Banauli (en népalais : बनौली) est un comité de développement villageois du Népal situé dans le district de Saptari. Au recensement de 2011, il comptait 5 757 habitants.